# 特別徴収
特別徴収（とくべつちょうしゅう）とは、地方税や社会保険料を本来の納税義務者である個人から直接徴収し納付させるのではなく、当該納税義務者が得る給与や公的年金を支払う事業者（特別徴収義務者）が税金等を代わって預かり（天引き）、その徴収すべき税金等を納入させることをいう（地方税法1条1項9号）。
本制度が適用される税金等については特別徴収による納入が原則であり、特別徴収できない場合は直接本人が納めることになる（普通徴収）。
近年、高齢化が進み介護保険や後期高齢者医療制度等の制度が創設されているがこれらは全て公的年金からの特別徴収制度がある。これは、市町村等の事務を軽減すること等を目的に導入されている。日本年金機構・共済組合等の公的機関が天引きを実施するため、基本的に未納になることがない。介護保険制度が始まった当初は遺族年金や障害年金からの天引きは行われていなかったが現在は緩和されており、対象者が拡大する傾向にある。

## 適用対象
個人住民税
個人住民税の特別徴収は、納税義務者である個々の給与所得者（従業員等）が納めるべき税額を毎月の給与の支払時に給与支払者（事務所・事業所等）が徴収し、一括して区市町村に翌月10日までに納入する制度である。給与所得者については、特別徴収の方法により納税するのが原則となる。所得税の源泉徴収制度と制度は似ているが、基本的に還付されることはない。2009年から公的年金等からも特別徴収が行われる。対象者は介護保険の特別徴収と同じ。前述のとおり、給与所得者については、特別徴収の方法により納税するのが原則だが、給与支払者の都合で普通徴収としている事例が存在する。そこで、地方自治体が足並みを合わせ、すべての事業者を特別徴収義務者に指定する取り組みが行われている。
利子割・配当割・株式等譲渡所得割・退職所得
利子等・配当等・源泉徴収選択口座における上場株式等の譲渡所得等・退職所得については、源泉徴収方式による特別徴収が行われている。これらは退職所得を除き確定申告等により還付を受けることが可能であるが、申告することを選択した場合（申告不要の部分については申告しないこともできる）には、国民健康保険税（料）や介護保険料にも所得として反映されてくる（申告不要の部分については申告しない限り反映されない）のでこれらも考慮の上で申告をするか否かを判断する必要がある。なお、法人に対する利子割は2016年1月以後廃止（配当割は対象外）。
軽油引取税
軽油引取税の特別徴収は、特約業者・元売業者から軽油を購入した人が納めるべき税額を特別徴収義務者（特約業者・元売業者）が代わって徴収し、一括して都道府県に納入する。
ゴルフ場利用税
ゴルフ場利用税の特別徴収は、ゴルフ場を利用した人が納めるべき税額を特別徴収義務者（ゴルフ場の経営者）が代わって徴収し、一括して都道府県に納入する。
入湯税
入湯税の特別徴収は、個々の温泉利用客が納めるべき税額を特別徴収義務者（鉱泉浴場の経営者）が代わって徴収し、一括して市町村に納入する。
介護保険料
介護保険料の特別徴収は、年間の保険料を日本年金機構が公的年金の支給額から予め天引きして納付する制度である。第1号被保険者（65歳以上）が対象で、特別徴収での納付が原則。年額18万円（月額1万5000円）以上の老齢年金または退職年金、遺族年金、障害年金の受給者が該当。複数の年金を受給している場合は1つの対象年金が18万円-月額1万5000円以上である事が条件。
国民健康保険税（料）
2008年4月に開始した後期高齢者医療制度と導入と同時に、日本年金機構が公的年金から国民健康保険税の特別徴収を実施している。対象者は65歳以上74歳以下の公的年金受給者で、1つの対象年金が年額18万円（月額1万5000円）以上で、世帯主である事などが条件である。
後期高齢者医療保険料
2008年4月から始まった後期高齢者医療制度の保険料については、4月15日から日本年金機構等が公的年金から特別徴収を実施している。対象者は75歳以上の公的年金受給者で、1つの対象年金が年額18万円（月額1万5000円）以上であることが条件である。